# Camparada
Camparada är en ort och kommun i provinsen Monza e Brianza i regionen Lombardiet i Italien. Kommunen hade 2 156 invånare (2018).